# Thank you (浜田省吾の曲)
「Thank you」（サンキュー）は、2005年10月12日に発売された浜田省吾の37枚目のシングル。

## 概要
「Thank you」は、同年7月6日に発売された17枚目のアルバム『My First Love』からのリカット・シングル。手首を切って病院に運ばれた女性を見舞いに行った場面が歌われている。内容は非常に重いストーリーだが、キャッチーでノリのいいサウンドに仕上がっている。ローリング・ストーンズやフリーのようなギター・サウンドをイメージして作られた。
カップリング曲「あの娘は誰」はアルバム未収録の新曲。ファルセット・ヴォイスを使ったレゲエ調のナンバー。ラストに“She is my wife”というオチがつく。
2曲目のカップリング曲「さよならの前に」は1981年8月26日発売13枚目のシングル「ラストショー」のB面に収録されていた楽曲のリメイク・ヴァージョン。2005年のツアーではアンコールのセンターステージで久々に披露された。
2005年で3枚目のシングルとなり、1年間で3枚のシングルを発売するのは1998年以来3度目。

## ミュージック・ビデオ
前作「I am a father」に続き、ミュージック・ビデオはストーリー仕立てであり、これが発展する形で短編映画『TWO LOVE 〜二つの愛の物語〜』（監督：橋本直樹、2005年）が制作された。

## 記録
4作連続のオリコンチャートベスト5入り。シングルとして通算10作目のトップ10入りとなる。

## 収録曲
| 全作詞・作曲: 浜田省吾、全編曲: 星勝 & 浜田省吾。 |                                                      |          |            |      |
| #                                                 | タイトル                                             | 作詞     | 作曲・編曲 | 時間 |
| 1.                                                | 「Thank you」                                        | 浜田省吾 | 浜田省吾   | 4:12 |
| 2.                                                | 「あの娘は誰」(Who's that girl?)                     | 浜田省吾 | 浜田省吾   | 5:02 |
| 3.                                                | 「さよならの前に (2005Ver.)」(Before we say goodbye) | 浜田省吾 | 浜田省吾   | 4:40 |
| 合計時間:                                         | 合計時間:                                            | 13:54    |            |      |

## 参加ミュージシャン
| Thank you - Drums：小田原豊 - Bass：バカボン鈴木 - Guitars：長田進 - Keyboards：小島良喜 - Percussions：三沢またろう - Backing Vocal：町支寛二 - Manipulation：石川鉄男 | あの娘は誰 - Drums：小田原豊 - Bass：美久月千晴 - Guitars：長田進 - Backing Vocal：町支寛二 & 浜田省吾 - Synthesizers & Manipulation：石川鉄男 | さよならの前に (2005Ver.) - Drums：小田原豊 - Bass：美久月千晴 - Guitars：長田進 - Keyboards：小島良喜 - Saxophones & Percussions：古村敏比古 - Backing Vocal：町支寛二 |